# سیارک ۱۶۰۹۰۳
سیارک ۱۶۰۹۰۳ (به انگلیسی: 160903 Shiokaze، نامگذاری:2001TO56)۱۶۰۹۰۳مین سیارک کشف شده‌است که در ۱۴ اکتبر ۲۰۰۱ کشف شد.